# HMS Terror (1813)
HMS Terror (1813) — бомбардирский корабль (автор проекта сэр Генри Пик), построенный для Королевского флота на верфи Дэви в Топшем, графство Девон. Корабль, по разным описаниям, был в 326 или 340 тонн и имел 2 мортиры, 13-дюймовую (330 мм) и 10-дюймовую (250 мм). Он также известен участием в трагически закончившейся полярной экспедиции Франклина.

## Флотская служба
HMS Terror начал службу во время войны 1812 года. Под командованием Джона Шеридана (англ. John Sheridan) принимал участие в бомбардировке Стонингтона (штат Коннектикут) 9-12 августа 1814 и форта Мак-Генри под Балтимором 13-14 сентября 1814. Последняя вдохновила Фрэнсиса Скотта Ки на написание Star-Spangled Banner, ставшего национальным гимном Соединённых Штатов. В январе 1815 года, по-прежнему под командованием Шеридана, Terror участвовал в бою за Форт-Питер и нападении на остров Сент-Мэри (Джорджия).
После окончания войны Terror был в резерве до 1828 года, после чего снова введён в строй для службы в Средиземном море. 18 февраля 1828 был выброшен на подветренный берег близ Лиссабона; впоследствии снялся с мели, но после ремонта исключён из службы.

## Арктическая служба
Бомбические корабли строились прочными, чтобы выдержать огромную отдачу 3-тонной мортиры, и благодаря этому хорошо подходили для службы в Арктике. В 1836 году командование Terror принял Джордж Бак (англ. George Back), отправившийся в экспедицию в северную часть Гудзонова залива, имея в виду войти в бухту Рипалс, где предполагалось высадить исследовательские партии, чтобы определить, является Бутия островом или полуостровом. Однако Terror не смог достичь бухты и едва пережил зимний сезон на острове Саутгемптон. Был момент, когда его выжало льдом на 40 футов (12 м) вверх по скалистому берегу. Весной 1837 года он понёс новый урон от встречи с айсбергом. Бак сумел выбросить фактически тонущий корабль на берег в Лох-Свилли у берегов Ирландии.

## Экспедиции Росса
Terror был отремонтирован и назначен в следующий поход в Антарктиду вместе с HMS Erebus под общим командованием Джеймса Кларка Росса. В этой экспедиции, которая охватывает три сезона с 1840 по 1843, командиром Terror был Френсис Крозье. В ходе неё Terror и Erebus сделали три похода в воды Антарктики, два раза пересекли море Росса и прошли море Уэдделла к юго-востоку от Фолклендских островов. В честь корабля назван вулкан Террор на острове Росса. Террор и Эребус упоминаются, в контексте экспедиции капитана Росса, капитаном Немо в романе Жюля Верна «20 000 лье под водой», чтобы подчеркнуть трудность достижения Южного полюса.

## Экспедиция Франклина
Общее командование экспедицией осуществлял сэр Джон Франклин на Erebus, а Terror снова командовал Френсис Крозье. Экспедиции было приказано собрать магнитные данные в Канадской Арктике и пройти Северо-Западным проходом, который уже был картографирован с востока и с запада, но никто ещё не выполнил сквозного прохода.
Паровой локомотивный двигатель, установленный на «Терроре», вероятно, был куплен у Лондон-Бирмингемской железной дороги. Он позволял кораблю развивать скорость до 4 узлов (7,4 км/ч), корпус был дополнительно укреплён, а гребные винты и рули могли убираться в металлические ниши для защиты их от повреждений во льдах. От котла машины также работала отопительная система для жилой палубы.
Экспедиция отправилась из Гринхит 19 мая 1845, корабли в последний раз видели в водах Баффинова залива в августе 1845 года. Исчезновение экспедиции Франклина вызвало интенсивные поиски её в Арктике. В общих чертах её судьба была выявлена в серии экспедиций между 1848 и 1866 годами. Оба корабля были затерты льдами и брошены своими экипажами, которые впоследствии полностью погибли от холода и голода, пытаясь добраться сушей в Форт-Резолюшн, форпост Компании Гудзонова залива в 600 милях (970 км) к юго-западу. Последующие экспедиции до конца 1980-х, в том числе вскрытия тел членов экипажа показали, что консервы, возможно, были ядовиты из-за примеси свинца и ботулизма. Устные сообщения местных инуитов о том, что некоторые из членов экипажа дошли до каннибализма, по крайней мере отчасти, подтверждаются разрезами на костях скелетов, найденных на острове Кинг-Уильям в конце XX века.
Террор и Эребус занимают одно из центральных мест повествования в романе Дэна Симмонса «Террор»(2007), повествующем об экспедиции Франклина.

## Поиски затонувшего судна
В апреле 1851 года британское судно, Renovation, обнаружило два корабля — один стоящий прямо, другой с креном — на большой льдине у побережья Ньюфаундленда. Не имевший опыта ледовых плаваний экипаж не рискнул подходить ближе, так что два корабля не были опознаны. После того как 2 сентября 2014 года был найден настоящий Erebus, принято считать, что эти корабли были брошенными китобойными судами.
15 августа 2008 года Национальные парки Канады и канадское правительственное агентство объявили 6-недельный поиск обоих кораблей, стоимостью 75 000 канадских долларов, в котором использовался ледокол CCGS Sir Wilfrid Laurier. Поиск должен был также подкрепить претензии Канады на суверенитет над значительной частью Арктики.
13 сентября 2016 года СМИ сообщили об обнаружении затонувшего «Террора» специалистами Arctic Research Foundation. Обломки корабля являются национальным историческим памятником Канады. Корпус «Террора» найден на дне одноимённого залива у юго-западного побережья острова Кинг-Вильям.